# 山前五十洋
山前 五十洋（やまさき いそみ、1943年4月28日 - 2020年4月5日）は、日本の実業家、映画監督、俳優である。京都市出身。関西大学法学部2部中退。娘は歌手の倉木麻衣。父は詩人の山前実治。

## 来歴・人物
京都府京都市下京区に生まれ。厳格な父親は京都で出版社、印刷会社を経営する傍ら詩人としても活動し、比較的裕福な家庭で育つ。3歳頃に父親の故郷、岐阜県大野郡荘川村（現在の高山市）へ一時疎開している。小学校入学時は京都市東山区に居住し、小学校5年生から新聞配達などを務める。
京都市立日吉ヶ丘高等学校2年生時、少年画報連載中の堀江卓原作「天馬天平」がフジテレビでテレビ映画化された際、一般公募3万人中から主役天平役に抜擢され、当時の編成局長草間浩之が8チャンネルにちなみ芸名を富士八郎とする。
後に関西大学法学部法律学科夜間学部へ進学するも2年時で中退し、「坊主拳法」「海の野郎ども」「噂の錦四郎」「姿三四郎」にゲスト出演するも俳優を断念して映画監督を目指す。亡父の営みが印刷業であったことから、電通大阪支局長との親交でテレビコマーシャル（以下TVCMと略記）アシスタントを務め、24歳時に写真植字、広告代理店、モデルクラブなどを興し、京都でTVCMディレクターを務める。
30歳時に上京してTVCM営業活動かたわら夜中にホストとして働き資金を貯めてプロダクトマインを興し、岸田智史を売り出す。石庭グループ新元観光の杉山元一がオーナーの制作会社GSビデオを任される。由美かおる主演のテレビドラマ「安寿無情」を演出して制作し、「奥様登場」や「男のロマン」などのテレビ番組やアデランス、アートネイチャー、グッドイヤーのTVCMを制作する。
芸能事務所として有限会社グッドスタッフを設立して岡本かおり、滝沢れい子（倉木麻衣の叔母）、黒沢ひろみらの新人を見出す。「セーラー服刑事（デカ）」では1話から6話まで製作と監督を担当し、『GORO』連載中の篠原とおる原作「狩人蜂」のVシネマを滝沢れい子主演で監督し制作する。自分の事務所にハードロック系のバンドのの売り込みがあった際には、自分は門前外として旧友であるビーイング社長の長戸大幸に紹介していた（そのような形で山前が長戸に紹介したバンドの一つにBLIZARDのメンバーがいた）。また殺陣の出来る本物の役者の育成を目指し山前の事務所の新人俳優を殺陣師で俳優の室町大助に託すこともしばしばあった。室町の技術と人柄に惚れ込み個人的に殺陣の指導も受けていた。
1988年、黒沢ひろみ主演映画「レミ」で総合監督を担当する。新東宝の別タイトルは「魔性の堕天使レミ」。最近アダルトとして成人指定して売り出されているが、あくまでも当時山前の営むNVMCという会社で製作、スポンサー誘致。山前がアートネイチャー、石庭グループ、パチンコの西陣を誘致して5人の映画倫理協会の審査員に審査をNVMCでうけた。アダルト映画として公開されているが、山前との間では一切契約にはない。現在はディレクターズカット版がyoutubeで公開配信されている。
1998年、千葉そごうエレベーターガール嬢を「神乃麻美」として写真集「妖精開花（竹書房）」をプロデュースすると、台湾プロデューサー陳建華に見出され、台湾香港合作映画「新・金瓶梅」で「楊思敏」の名で主役を担う。「新・金瓶梅」で日本側監督を務めて台湾側からビデオ化権を取得し、九鬼スペシャルとして日本で販売している。5年後には権利が戻りDVD化して山前が持つOCEAN5Oというレーベルから発売している。
2000年9月、ラジオ日本の『松永しのぶと柳田真宏のさぁどうなっちゃうの!?』にゲスト出演し、自分が倉木麻衣の父親であることを告白した。
「セーラー服刑事」を代表作として主に映画監督として活動。映画監督の竹内英孝と出会い、編集を学ぶ。竹内英孝監督がVFXを加え、VHSだった「セーラー服刑事」のDVD版もリリース。「新・セーラー服刑事」4作で監督、撮影、編集を担当し、シリーズ最終作第5作は新・セーラー服刑事5：特別編「天使とおじいちゃん剣士」として山前が再び俳優・富士八郎として主演しており、上映とDVD販売を保留にしている。
最近の作成映画は「七福神」「三匹のおばちゃん刑事」（すでにAmazonにて販売中 ）、記録映画は「飯島輝夫の記録」「小見寺孝子と七福神たちは、韓国麗水へ」。2018年5月に山前の監督作品「MAGIC」（主演：ハマック柳田.助演：エレサ・前ひろこ、VFX：竹内英孝、発売：CEAN5O、販売：日本メディアサプライ）が発売、上映会は4月28日に行われた。
2020年ドラゴン侍Mickとコラボレーション。シルバードラゴンを結成した。
2020年4月5日、心不全のため死去。76歳没。

## 著作
- 『歌姫・倉木麻衣』コアハウス、2000年。ISBN 9784872788235。
- 『My Angel―天使がくれた500日間戦争』オークラ出版、2001年。ISBN 9784872788235。